# Allocasuarina robusta
Allocasuarina robusta är en tvåhjärtbladig växtart som först beskrevs av Macklin, och fick sitt nu gällande namn av Lawrence Alexander Sidney Johnson. Allocasuarina robusta ingår i släktet Allocasuarina och familjen Casuarinaceae. Inga underarter finns listade i Catalogue of Life.